# 南罗萨里奥
南罗萨里奥是巴西南大河州的一个市镇。总面积4466平方公里，总人口40553人，人口密度9.1人/平方公里。